# Lena Kemper
Lena Kemper (* 4. Oktober 1984 in Dorsten) ist eine ehemalige deutsche Basketballspielerin.

## Laufbahn
Kempers Vater Bruno war Mitgründer der BG Dorsten, Vereinsvorsitzender und „Macher“ der BG, ihre ältere Schwester Birthe war teils ihre Mannschaftskameradin in der Bundesliga und in späteren Jahren. Die 1,74 Meter messende Flügelspielerin wurde mit der BG Dorsten deutsche U20-Meisterin, ihr gelang der Sprung in den Bundesliga-Kader.
2004 wurde sie mit der BG deutsche Pokalsiegerin und Vizemeisterin. Kemper trat mit Dorsten, das sich nach dem Ende der Saison 2006/07 aus der Bundesliga in die Regionalliga zurückzog, auch im europäischen Vereinswettbewerb FIBA Europe Cup an. Ab der Saison 2008/09 spielte sie wieder für die BG-Damen: Erst in der Regionalliga, dann von 2009 bis 2011 in der zweiten Liga, danach wieder in der Regionalliga und später in der Landesliga. Ab 2013 war sie Spielertrainerin der BG. Mit dem Jahresbeginn 2011 trat Kemper das Amt der Geschäftsführerin der BG Dorsten an, nachdem sie zuvor als Veranstaltungskauffrau in der Arena Oberhausen tätig gewesen war.